# Château Vilmorin
Le château Vilmorin est un château français situé dans la commune de Verrières-le-Buisson, en pays Hurepoix, dans le département de l'Essonne et la région Île-de-France, à onze kilomètres au sud-ouest de Paris.
Il fait l’objet d’une inscription au titre des monuments historiques depuis le 8 septembre 1965.

## Situation
| \| Localisation du château de Vilmorin dans l'Essonne. · Château de Vilmorin \| Localisation du château de Vilmorin dans l'Essonne. |
| Localisation du château de Vilmorin dans l'Essonne. · Château de Vilmorin                                                           |

Le château Vilmorin est situé au numéro 2 de la rue d'Estienne d'Orves à Verrières-le-Buisson, à proximité de l'actuel centre-ville et de l'arboretum municipal. Implanté sur le coteau nord de la vallée de la Bièvre, le château est entouré d'un parc de 4,5 hectares (autrement appelé Arboretum Vilmorin), il est à proximité de la forêt de Verrières couvrant le plateau de Villacoublay.

## Histoire
En 1650, il existait déjà un domaine, entourant un important bâtiment, de surface presque identique à la propriété actuelle (4 hectares), faisant partie des biens de François Thuret, écuyer, sire de la Tour, bourgeois parisien.
Cette grande maison, un peu modifiée, est au cœur du château actuel, et date donc de la première moitié du XVIIe siècle. 
L’ensemble a appartenu ensuite à une demi-douzaine de propriétaires, parmi lesquels on peut citer Antoine Benoist, peintre de Louis XIV et sculpteur sur cire célèbre (de 1690 à 1698) , Philippe-Joseph Perrotin de Barmond, haut fonctionnaire parisien, qui construisit de nouveaux bâtiments au début du XVIIIe siècle (de 1698 à 1746), Michel-Antoine David, le principal éditeur de la grande Encyclopédie (de 1747 à 1768), Louis-Balthazard de La Chevardière, musicien, le plus grand éditeur de musique de son temps, premier maire de Verrières en 1790, qui continua à édifier des constructions (de 1788 à 1812).
En 1815, ses héritiers vendirent la propriété à Philippe-André Levêque de Vilmorin, propriétaire de la « maison de graines Vilmorin-Andrieux », qui cherchait des terrains proches de Paris, où il habitait, pour faire des essais sur les fleurs et légumes, accueillir la collection de pommes de terre de la Société centrale d’Agriculture, et créer un arboretum. Durant 150 ans, la maison Vilmorin-Andrieux fit l’acquisition de vastes terrains entourant la propriété, entreprit de très nombreuses recherches dans le domaine de la biologie végétale et acquit une notoriété mondiale.
La famille fut consacrée par un monument créé à la suite d’une souscription internationale en 1908 (aujourd’hui installée derrière l’ancienne mairie de Verrières).
Le château, avec de nouveaux bâtiments construits aux XIXe et XXe siècles, et son parc, l’arboretum Vilmorin, appartiennent à la Famille Lévêque de Vilmorin.
Louise de Vilmorin aimait passionnément cette demeure où elle a souvent résidé et y est morte le 26 décembre 1969. Elle est enterrée dans l’arboretum. Louise de Vilmorin y a accueilli André Malraux qui continua à vivre dans le château jusqu’à sa mort en 1976. Inhumé dans le cimetière communal, il fut transféré au Panthéon en 1996. 
Le parc a été classé Réserve naturelle en 1959, et certaines parties du château ont été inscrites à l’Inventaire supplémentaire des monuments historiques en 1965.